# Finale di Heineken Cup 2006-2007
La finale di Heineken Cup 2006-07 fu la gara di assegnazione del titolo di campione della 12ª edizione della massima competizione europea per club di rugby a 15.
Si tenne il 21 maggio 2007 allo stadio di Twickenham e fu un derby inglese tra Leicester e London Wasps risoltosi a favore di quest'ultimo per 25-9.
Il Wasps divenne così il terzo club plurivincitore della storia del torneo, affiancandosi allo stesso Leicester e a Tolosa.

## Il percorso dei club finalisti

### Leicester
La prima delle due inglesi finaliste fu vincitrice del proprio girone nonostante la sconfitta interna iniziale contro Munster per 19-21.
Fu con gli irlandesi che Leicester dovette lottare fino all'ultima giornata del girone; nelle quattro partite successive, infatti, giunsero le doppie vittorie contro Bourgoin-Jallieu (28-13 in Francia e 57-3 in casa) e Cardiff Blues (21-17 in Galles e 34-0 in Inghilterra).
Il ritorno decisivo con Munster fu vinto 13-6, risultato che consegnò a Leicester la vittoria del girone per differenza punti sugli avversari di giornata.
Nei quarti di finale Leicester regolò di misura il parigino Stade français per 21-20 al termine di una partita in equilibrio quasi perfetto chiusasi all'intervallo sull'11 pari e risolta solo nei minuti finali; più agevole la vittoria in semifinale contro la franchise gallese del Llanelli Scarlets, battuta 33-17.

### London Wasps
L'altra inglese venne facilmente a capo di un girone con due francesi, Castres e Perpignano, e l'italiana Benetton.
A fronte dell'unica sconfitta subita nel raggruppamento a Perpignano per 12-19, che il Wasps ribaltò nel ritorno per 22-14, giunsero due vittorie con Castres (19-13 interno e 16-13 fuori casa) e altrettante con i trevigiani (55-0 a Londra e 71-5 a Monigo).
Nei quarti di finale Wasps sconfisse l'irlandese Leinster per 35-13 al termine di una partita equilibrata solo nel primo tempo (13-10 per gli inglesi all'intervallo).
Anche il derby inglese di semifinale fu in bilico nel primo tempo, chiuso dall'altra inglese Northampton per 13-8, ma nella ripresa Wasps travolse gli avversari con 22 punti vincendo 30-13.

## La finale
La gara di finale, agli ordini dell'irlandese Alan Lewis, si tenne a Twickenham davanti a un'affluenza-record, per incontri di club, di 81076 spettatori; uno spuntato Leicester si affidò subito al piede di Andy Goode per pareggiare il vantaggio iniziale londinese marcato da Alex King, ma Eoin Reddan con una meta scavò il primo solco nel punteggio, solco poi ulteriormente allargato da Raphaël Ibañez che portò gli Wasps sul 13-6 prima che ancora Goode, sullo scadere del primo tempo, portasse Leicester all'intervallo sotto di soli 4 punti sul 9-13.
Nella ripresa, tuttavia, King aggiunse ulteriori 9 punti nel primo quarto d'ora (due piazzati e un drop) e a dieci minuti dalla fine un ulteriore suo piazzato fissò il risultato sul 25-9 che significò il 2º titolo europeo per il club londinese guidato da Ian McGeechan.
L'anglo-sudafricano Fraser Waters si aggiudicò il premio di miglior giocatore dell'incontro.

## Tabellino dell'incontro
| Arbitro: | Alan Lewis |

| |              | |
| | mt           | 14’ Reddan 34’ Ibañez |
| Goode 7’, 17’, 39’ | c.p.         | 5’, 42’, 49’, 73’ King |
| | drop         | 54’ King |
| · 77’ G. Murphy · Rabeni · Hipkiss · 50’ Gibson · A. Tuilagi · 62’ An. Goode · F. Murphy · 74’ Ayerza · 78’ Chuter · J. White · L. Deacon · 54’ Kay · 77’ Moody · Jennings · Corry | Formazioni   | · Cipriani · Sackey · F. Waters 77’ · Lewsey · Voyce · King 74’ · Reddan 78’ · French · Ibañez 77’ · Vickery 74’ · Shaw 55’ · Palmer · Worsley · Rees · Dallaglio 50’ |
| · 50’ O. Smith · 54’ Cullen · 62’ I. Humphreys · 74’ Moreno · 77’ B. Deacon · 77’ Vesty · 78’ Buckland                                                                             | Sostituzioni | · Haskell 50’ · Leo 55’ · Bracken 74’ · v. Gisbergen 74’ · Waldouck 77’ · J. Ward 77’ · McMillan 78’                                                                  |
| Pat Howard | Allenatori   | Ian McGeechan |